# Серафим (Ляде)

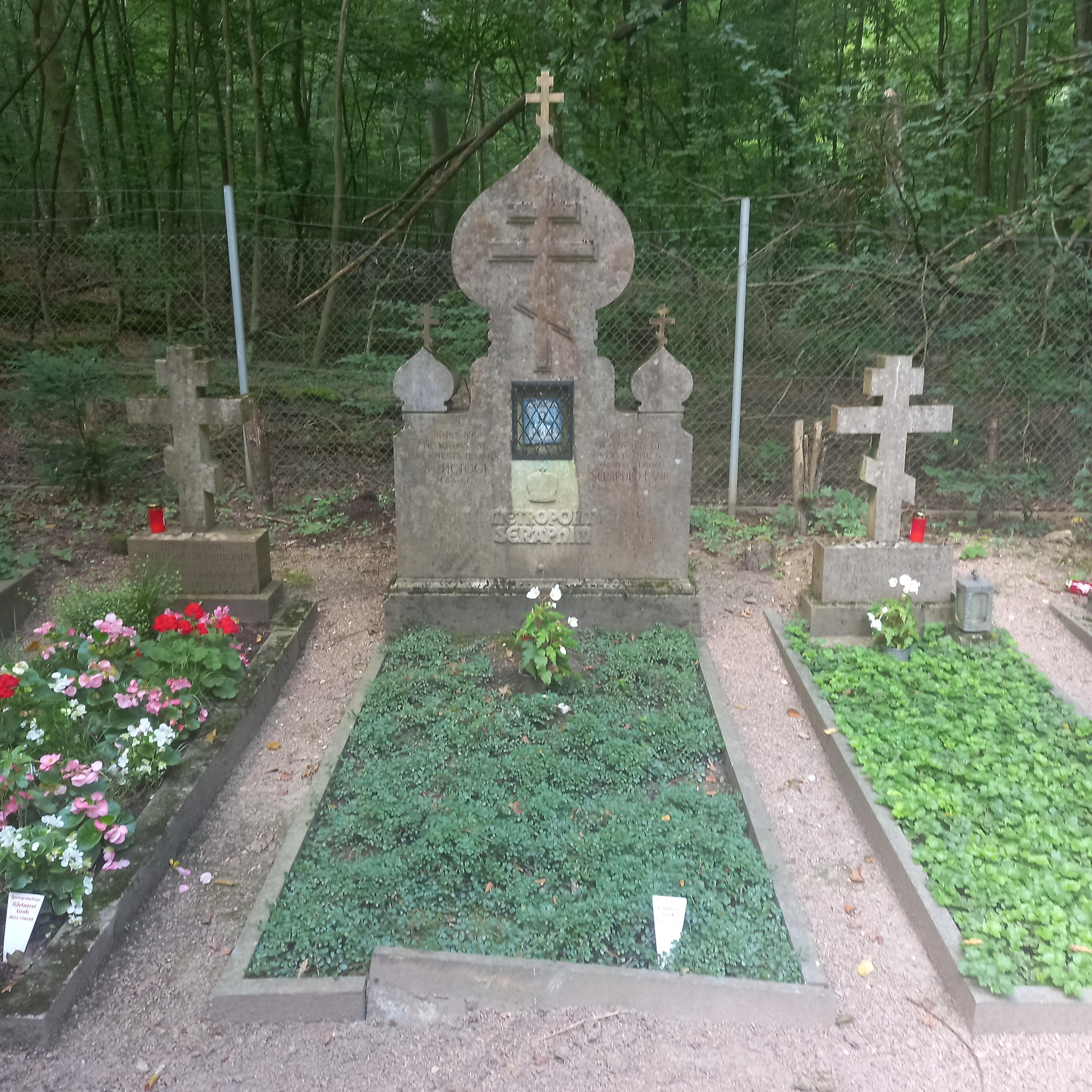
Могила в Висбадене (Русское кладбище)

Митрополи́т Серафи́м (в миру Карл Георг Альберт Ля́де или Лядэ, нем. Karl Georg Albert Lade; 4 июня 1883, Лейпциг, Германия — 14 сентября 1950, Золльн, под Мюнхеном) — епископ Русской Православной Церкви Заграницей (РПЦЗ) немецкого происхождения. C 1938 года митрополит Берлинский и Германский.

## Биография
Родился в немецкой протестантской семье; в 1904 году в Дрезденском русском храме принял православие.
В 1905 году переселился в Россию. Женился на русской.
В 1907 году прослушал курс богословских наук 5-6 класса Санкт-Петербургской духовной семинарии.
6 июля 1907 года рукоположён в сан диакона, 8 июля — в сан священника.
С 18 мая 1907 по 1 сентября 1912 года был помощником настоятеля Новоград-Волынского собора. Законоучитель приготовительного класса Новоград-Волынского городского училища (10.02.1908-1.09.1912). Член Новоград-Волынского уездного отделения епархиального училищного совета (28.11.1907-1.09.1912), казначей отделения (1910-1.09.1912).
В 1916 году окончил Московскую духовную академию со степенью кандидата богословия, «с причислением к первому разряду и предоставлением им права на получение степени магистра богословия без новых устных испытаний».
В 1916—1918 годы — преподаватель Харьковской духовной семинарии.
В 1916—1920 годы — помощник настоятеля Свято-Духовской церкви в Харькове.
В 1918 году Окончил педагогические курсы при Харьковском училищном округе. С 1918 по 1920 год преподавал немецкий язык в женской гимназии и коммерческом училище.
27 января 1920 года, находясь в Екатеринограде, овдовел.
В 1920—1922 годы — настоятель собора города Чугуева.
Примкнул к обновленческому расколу. В 1922 году возведён в сан протоиерея.
В 1922—1924 годы — помощник настоятеля Харьковского Успенского кафедрального собора.
20 августа 1924 года был пострижен обновленцами в монашество, вскоре возведён ими в сан игумена, затем архимандрита и в том же году рукоположён в сан епископа Змиевского, викария Харьковской епархии и настоятеля Харьковского Покровского монастыря. Его архиерейскую хиротонию совершили украинские обновленческие «епископы» во главе с митрополитом Харьковским Пименом (Пеговым).
Состоял секретарём обновленческого украинского Синода.
С 1927 года — обновленческий епископ Ахтырский.
В 1930 году, с разрешения советского правительства, как немецкий гражданин, выехал в Германию, где публично признал, что состоял агентом ОГПУ.
8/21 августа 1930 года Архиерейский Синод РПЦЗ постановил принять епископа Серафима чрез покаяние (ввиду пребывания в обновленческой иерархии), по производстве епископом Берлинским и Германским Тихона (Лященко) испытания и допроса, с присвоением ему титула епископа Тегельского.
В 1932 году упоминается епископом Венским.
В феврале 1938 года, по настоянию германских властей, был назначен на место архиепископа Тихона (Лященко) митрополитом Берлинским и Германским.
В сентябре 1939 года Архиерейский собор РПЦЗ «во внимание к особому положению, которое занимает Германская епархия в последние годы» постановил возвести епископа Серафима в сан архиепископа. «Особое положение» Германской епархии было обусловлено расширением территории Третьего рейха. Сам епископ Серафим из-за задержки на границе опоздал на Собор и поставил свою подпись под протоколами позже.
С началом Второй мировой войны в Германию хлынул поток священников, бежавших с территорий, присоединённых к СССР. Таких священников было более 80.
Под руководством архиепископа Серафима оказались православные приходы на территории оккупированной Польши. 
В апреле 1940 года Синод Константинопольского патриархата под председательством патриарха Вениамина по жалобе епископа Гродненского Саввы (Советова) на самоуправство архиепископа Серафима (Ляде), временно возглавившего Польскую автокефальную Церковь в Генерал-губернаторстве (Германия), признал законным главой Православной церкви на территории Генерал-губернаторства митрополита Дионисия Валединского (отстраненного от управления германскими властями), а передачу управления Церковью архиепископу Серафиму неправомерной.
26 мая 1942 года с разрешения правительства Германии было принято решение о преобразовании Германской епархии в Среднеевропейский митрополичий округ, который возглавил его владыка Серафим (Ляде), в июне того же года ставший членом Архиерейского Синода РПЦЗ. Белый клобук на богослужении 13 июня иерарху поднесли епископы Сергий (Королёв), Горазд (Павлик) и Василий (Павловский).
В данный округ вошли православные приходы Великогермании (Германия, Австрия, Судеты и Лотарингия), протекторат Богемии и Моравии, Словакия, Люксембург, Бельгию и Польшу; кроме того, в его ведение в 1941 году были переданы приходы в сербской Воеводине, а в 1942 году — приходы на ряде занятых немцами территорий в СССР (в частности, Орловская, Смоленская и Белостокско-Гродненская епархии). Помогал русским военнопленным и вывезенным в Германию из оккупированных территорий гражданам СССР; спас жизнь архиепископу Брюссельскому и Бельгийскому Александру (Немоловскому), публично критиковавшему в Брюсселе политику Гитлера после оккупации Бельгии Германией.

Карающий меч Божественного правосудия обрушился на советскую власть, на её приспешников и единомышленников. Христолюбивый Вождь германского народа призвал своё победоносное войско к новой борьбе, к той борьбе, которой мы давно жаждали — к освященной борьбе против богоборцев, палачей и насильников, засевших в Московском Кремле… Воистину начался новый крестовый поход во имя спасения народов от антихристовой силы… Наконец-то наша вера оправдана!… Поэтому, как первоиерарх Православной Церкви в Германии, я обращаюсь к вам с призывом. Будьте участниками в новой борьбе, ибо эта борьба и ваша борьба; это — продолжение той борьбы, которая была начата ещё в 1917 г., — но увы!
— Из Воззвания к пастве Архиепископа Серафима (Лядэ). Июнь 1941 г.
В период Отечественной войны на бывшей территории СССР в его юрисдикцию входила бывшая Гродненская область БССР, включённая в Восточную Пруссию, а также Орловская епархия.
По окончании войны оказался единственным «карловацким» архиереем Европы, не считая председателя Синода митрополита Анастасия (Грибановского), но РПЦЗ быстро преодолела структурный кризис.
В 1947 году митрополит Серафим (Ляде) в беседе с протоиереем А. Закидальским говорил: «Жить мне осталось недолго. На сделки со своею совестью мне уже идти нельзя. Патриарха (Алексия I) я считаю вполне законным и каноническим. Одной ногой я стою уже в могиле. Православие принял по убеждению. Теперь, перед смертью, моим желанием является умереть в мире с русской православной церковью. Анастасий о моих настроениях знает и поэтому всеми силами старается меня из Синода выгнать. Рано или поздно, между нами разрыв наступит. Если мне почему-либо не удастся войти в юрисдикцию Патриарха Московского, тогда я войду в подчинение Патриарха Вселенского. Против Православной Русской Церкви, против Русского народа я никогда не выступал. Если выступал, то только против коммунизма». Митрополит Серафим так и не был принят в подчинение Московской Патриархии. Причиной отчасти стал отрицательный отзыв о нём Совета по делам РПЦ, считавшего митрополита агентом англо-американской разведки. Митрополит Серафим вплоть до своей кончины управлял Германской епархией РПЦЗ и даже вновь был включен в состав её Архиерейского Синода.
Скончался 14 сентября 1950 года в больнице от травм, нанесённых ему двумя неизвестными лицами при невыясненных обстоятельствах. Тотчас же по получении известия о его кончине викарный епископ Александр и епархиальный секретарь игумен Георгий (Соколов) прибыли в Золльн и совершили облачение усопшего в архиерейские одежды. Вскоре вслед затем прибыл Председатель Архиерейского Синода митрополит Анастасий в сопровождении протоиерея Георгия Граббе и протодиакона Павла Никольского, которые совершили над почившим «Последование по исходе души». Вечером в тот же день в 6 часов была совершена архиерейским служенем панихида в синодальном храме святого равноапостольного великого князя Владимира, после чего состоялось экстренное заседание Архиерейского Синода, на котором временное управление Германской епархией было возложено на викарного епископа Александра (Ловчего) и постановлено совершить отпевание усопшего Митрополита в субботу 3/16 сентября после заупокойной литургии в церкви святителя Николая Чудотворца на Сальватор-плац, а погребение на Золльнском кладбище.